# Emil Frey Racing
L'Emil Frey Racing est une écurie de sport automobile suisse fondée en 2012. L'écurie porte le nom du Emil Frey Gruppe, un concessionnaire automobile suisse pour Jaguar, Lexus et d'autres marques.
Depuis 2012, l'Emil Frey Racing participe à différents championnats tels que le VLN, le GT World Challenge Europe (anciennement Blancpain GT Series), le Deutsche Tourenwagen Masters et les 24 Heures du Nürburgring.

## Histoire

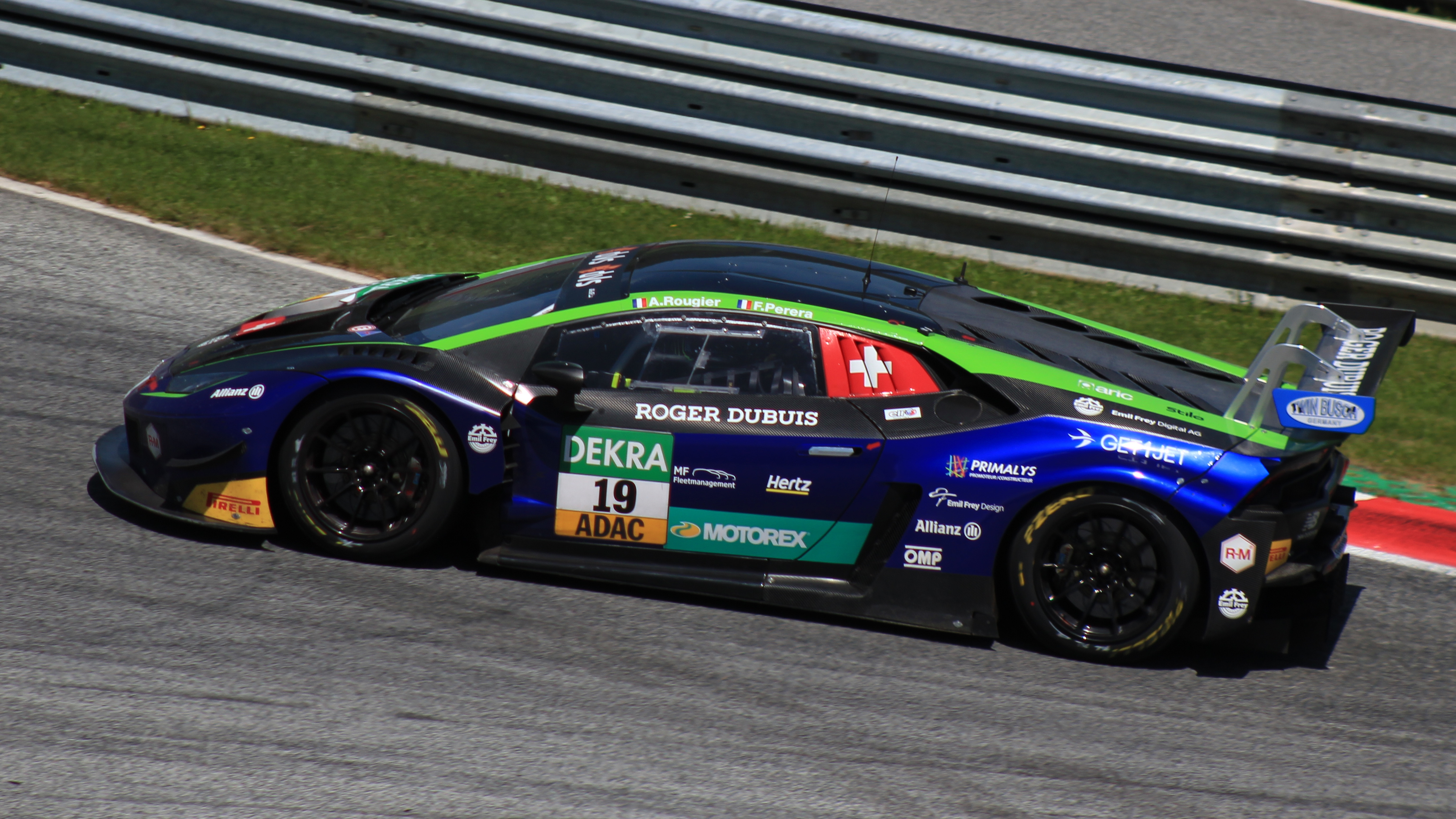
Lamborghini Huracán GT3 Evo de l'écurie Emil Frey Racing lors de la manche de l'ADAC GT Masters sur le Circuit de Spielberg.

En 2021, l'écurie suisse Emil Frey Racing engage la Lamborghini Huracán GT3 Evo dans le championnat GT World Challenge Europe pour les manches endurance et sprint avec trois voitures.
En 2022, l'écurie fait de nouveau participer la Lamborghini Huracán GT3 Evo à différents championnats tels que le GT World Challenge Europe pour les manches endurance, ainsi qu'au championnat ADAC GT Masters.
En janvier 2023, l'écurie indique abandonner la Lamborghini Huracán GT3 Evo pour la nouvelle Ferrari 296 GT3. Quelques semaines plus tard, l'écurie annonce une participation au championnat GT World Challenge Europe pour les manches sprint et au Deutsche Tourenwagen Masters,.

## Résultats

### 24 Heures de Spa
| Année | Classe | no  | Pilotes                                                  | Voiture                      | Pneus | Tours | Pos. | Pos. cat. |
| ----- | ------ | --- | -------------------------------------------------------- | ---------------------------- | ----- | ----- | ---- | --------- |
| 2012  | Pro-Am | 80  | Fredy Barth (en) Lorenz Frey Gabriele Gardel Rolf Maritz | Jaguar XKR                   | M     | 52    | Abd. | Abd.      |
| 2013  | Pro-Am | 80  | Fredy Barth (en) Lorenz Frey Gabriele Gardel             | Aston Martin V12 Vantage GT3 | P     | -     | N.p. | N.p.      |
| 2014  | Pro-Am | 14  | Fredy Barth Lorenz Frey Gabriele Gardel Jonathan Hirschi | Jaguar XKR                   | P     | 232   | Abd. | Abd.      |
| 2015  | Pro    | 99  | Fredy Barth Lorenz Frey Gabriele Gardel Jonathan Hirschi | Jaguar G3                    | P     | 497   | 27e  | 9e        |
| 2016  | Pro    | 14  | Albert Costa Lorenz Frey Stéphane Ortelli                | Jaguar G3                    | P     | 408   | 53e  | 27e       |
| 2016  | Pro    | 114 | Jonathan Hirschi Christian Klien Markus Palttala         | Jaguar G3                    | P     | 446   | 49e  | 25e       |
| 2017  | Pro    | 14  | Albert Costa Lorenz Frey Stéphane Ortelli                | Jaguar G3                    | P     | 131   | Abd. | Abd.      |
| 2017  | Pro    | 114 | Marco Seefried Jonathan Hirschi Christian Klien          | Jaguar G3                    | P     | 69    | Abd. | Abd.      |
| 2018  | Pro    | 14  | Albert Costa Christian Klien Marco Seefried              | Lexus RC F GT3               | P     | 507   | 13e  | 13e       |
| 2018  | Silver | 50  | Alex Fontana Mikaël Grenier Adrian Zaugg                 | Jaguar G3                    | P     | 496   | 28e  | 4e        |
| 2018  | Pro    | 114 | Stéphane Ortelli Markus Palttala Norbert Siedler (en)    | Lexus RC F GT3               | P     | 69    | Abd. | Abd.      |
| 2020  | Pro    | 14  | Ricardo Feller (en) Mikaël Grenier Norbert Siedler (en)  | Lamborghini Huracán GT3 Evo  | P     | 520   | 16e  | Abd.      |
| 2020  | Pro    | 183 | Giacomo Altoè (en) Albert Costa Franck Perera            | Lamborghini Huracán GT3 Evo  | P     | 496   | Abd. | Abd.      |
| 2021  | Silver | 14  | Ricardo Feller (en) Alex Fontana Rolf Ineichen           | Lamborghini Huracán GT3 Evo  | P     | 527   | 31e  | 13e       |
| 2021  | Pro    | 114 | Jack Aitken Konsta Lappalainen (en) Arthur Rougier       | Lamborghini Huracán GT3 Evo  | P     | 9     | Abd. | Abd.      |
| 2021  | Pro    | 114 | Giacomo Altoè (en) Albert Costa Franck Perera            | Lamborghini Huracán GT3 Evo  | P     | 9     | Abd. | Abd.      |
| 2022  | Silver | 14  | Konsta Lappalainen (en) Tuomas Tujula Stuart White       | Lamborghini Huracán GT3 Evo  | P     | 532   | 16e  | 13e       |
| 2022  | Pro    | 19  | Giacomo Altoè (en) Arthur Rougier Léo Roussel            | Lamborghini Huracán GT3 Evo  | P     | 533   | 14e  | 13e       |
| 2022  | Pro    | 63  | Jack Aitken Mirko Bortolotti Albert Costa                | Lamborghini Huracán GT3 Evo  | P     | 190   | Abd. | Abd.      |

## Pilotes
- Jack Aitken (2021-2023)
- Giacomo Altoè (en) (2021-2023)
- Mirko Bortolotti (2022)
- Albert Costa (2021-2023)
- Ricardo Feller (en) (2021)
- Alex Fontana (2021)
- Rolf Ineichen (2021)
- Konsta Lappalainen (en) (2021-2023)
- Franck Perera (2021-2022)
- Arthur Rougier (2021-2022)
- Léo Roussel (2022)
- Tuomas Tujula (2022)
- Thierry Vermeulen (en) (2023)
- Stuart White (2022)
- Max Wishofer (2022)